# BK Prievidza
Le BC Prievidza est un club de basket-ball slovaque, évoluant dans la ville de Prievidza. L'équipe évolue en League One, soit la deuxième division du championnat slovaque.

## Noms successifs
- Avant 2004 : Baník Cígeľ Prievidza
- Depuis 2004 : HBK Prievidza
- Depuis 2009 : BC Prievidza

## Palmarès
- Champion de Tchécoslovaquie : 1989, 1993
- Champion de Slovaquie : 1994, 1995, 2012, 2016
- Champion de Slovaquie - League One (division 2) : 2005

## Entraîneurs successifs
- 2011-2012 :  Johan Roijakkers